# Eremias brenchleyi
Eremias brenchleyi es una especie de lagarto del género Eremias, familia Lacertidae, orden Squamata. Fue descrita científicamente por Günther en 1872.

## Hábitat
Los hábitats naturales preferidos de E. brenchleyi son los bosques, pastizales y las áreas rocosas, a altitudes de 200 a 1000 metros (660 a 3280 pies).

## Distribución
Se distribuye por China.